# Sturbridge (condado de Worcester, Massachusetts)
Sturbridge é um lugar designado pelo censo localizado no condado de Worcester no estado estadounidense de Massachusetts. No Censo de 2010 tinha uma população de 2.253 habitantes e uma densidade populacional de 155,95 pessoas por km².

## Geografia
Sturbridge encontra-se localizado nas coordenadas 42° 05′ 50″ N, 72° 03′ 18″ O. Segundo a Departamento do Censo dos Estados Unidos, Sturbridge tem uma superfície total de 14.45 km², da qual 14.25 km² correspondem a terra firme e (1.34%) 0.19 km² é água.

## Demografia
Segundo o censo de 2010, tinha 2.253 pessoas residindo em Sturbridge. A densidade populacional era de 155,95 hab./km². Dos 2.253 habitantes, Sturbridge estava composto pelo 94.5% brancos, o 0.36% eram afroamericanos, o 0.22% eram amerindios, o 2.93% eram asiáticos, o 0% eram insulares do Pacífico, o 0.89% eram de outras raças e o 1.11% pertenciam a duas ou mais raças. Do total da população o 3.46% eram hispanos ou latinos de qualquer raça.